# 江上太悟郎
江上 太悟郎（えがみ だいごろう、1997年4月21日 - ）は、北海道文化放送所属のアナウンサー。

## 経歴
神奈川県出身。父親は、八尾ベースボールクラブのコーチ→監督を務める江上光治で、徳島県立池田高校野球部が1982年夏・1983年春の甲子園で優勝した時の「やまびこ打線」の3番打者だった。早稲田大学野球部から日本生命でもプレーした。
早稲田実業学校初等部4年から野球を始め、同中等部では軟式野球部に所属し捕手・内野手としてプレー。早稲田実業高校では清宮幸太郎の2年先輩で、記録員を担当した。早稲田大学教育学部時代は早稲田大学準硬式野球部に所属し、主務および右投両打の内野手だった。
2020年に北海道文化放送に入社。競馬実況などを担当する。

## 人物
趣味・特技はギター・ベース演奏、音楽鑑賞、スポーツ観戦、筋力トレーニング、料理。

## 担当番組

### テレビ番組
- みんテレ（北海道文化放送）
- いっとこ! みんテレ （北海道文化放送、2024年4月6日からMC担当）
- KEIBAプレミア（北海道文化放送、2023年はMC担当）
- uhbニュース（北海道文化放送）

### ラジオ番組
- こちら札幌市中央区大通公園前時計台ビル派出所（AIR-G'、2021年4月 - ） - 北海道文化放送のアナウンサーとして出演。